# 와다 아야카
와다 아야카(和田彩花, 1994년 8월 1일~)은 군마현 출신의 가수, 배우. 헬로! 프로젝트에 소속한 전 안주루무 리더이자 최연장자, 헬로! 프로젝트 6대 리더. 애칭은 아야초(あやちょ), DAWA. 전 모닝구무스메 서브리더이자 최연장자인 이이쿠보 하루나와 동갑내기 친구다.

## 약력
2004년
- 6월 - 하로프로 에그 오디션 2004에 합격하여, 하로프로에그의 일원이 된다.

2006년
- 7월 22일~7월 23일 - 요요기 제일 체육관에서 개최된 헬로! 프로젝트 콘서트 투어에 백댄서로서 출연.
- 9월 2일~9월 3일 - SHIBUYA-AX에 개최된 컨트리무스메。콘서트의 앵콜에 출연.

2007년
- 5월 13일 - 시부야 C.C.Lemon 홀에서 개최된「제1회 헬로! 프로젝트 신인 공연」에 출연.
- 8월 26일 - 요코하마 BLITZ에서 개최된「2007 헬로! 프로젝트 신인 공연 8월 ~요코하마에서 만납시다~」에 출연.
- 9월 2일, 10월 7일 - 키즈스테이션에서「특별프로!! 챠오. TV 하로프로에그의 프린세스 결정전」에 출연.
- 11월 23일 - 시나가와 스테라 홀에서 개최된「2007 헬로! 프로젝트 신인 공연 11월 ~시나가와에서 만납시다~」에 출연.

2008년
- 3월 29일 - 요코하마 BLITZ에서 개최된「2008 헬로! 프로젝트 신인 공연 3월 ~반짝임의 요코하마~」에 출연.
- 4월 20일 -「Berryz코보&℃-ute 나카요시 배틀 콘서트 투어 2008 봄 Berryz가면 vs 큐티레인저」에 출연.
- 5월 25일 - 선 스트리트 카메이도에서 개최된「하로프로에그 딜리버리 스테이션! 04」에 출연.
- 6월 22일 - 아카사카 BLITZ에서 개최된「2008 헬로! 프로젝트 신인 공연 6월 ~아카사카HOP~」에 출연.
- 9월 20일 - 오다이바 아쿠아 아레나에서 개최된「캐릭캐릭 체인지 축제」로 신유닛「슈고캬라에그!」의 멤버로 선출된 것을 발표.
- 9월 23일 - 도쿄 메르파르크호르에서 개최된「2008 헬로! 프로젝트 신인 공연 9월 ~시바공원 STEP~」에 출연.
- 11월 24일 - 요코하마 BLITZ에서 개최된「2008 헬로! 프로젝트 신인 공연 11월 ~요코하마 JUMP!~」출연.

2009년
- 4월 4일~4월 5일 - 요코하마 BLITZ에서 개최된「2009 헬로! 프로젝트 신인 공연 4월 ~요코하마HOP~」에 출연. 오가와 사키, 마에다 유카, 후쿠다 카논과 함께「메이저 데뷔를 목표로 하는 신유닛」에 선발되었던 것이 발표된다.
- 5월 8일 - 프로듀서 층쿠♂가 자신의 오피셜 블로그에서, 신유닛「S/mileage」(후에 카타카나 표기「스마이레지(スマイレージ)」로 변경)라는 명칭을 발표.
- 12월 28일 - GREE에서 블로그 개설.

2010년
- 2월 26일 - Twitter 개시.
- 3월 27일 - 하로프로에그를 졸업.
- 4월 3일 - 스마이레지의 메이저 데뷔가 결정.
- 5월 26일 -「꿈꾸는 15세(夢見る 15歳)」를 통해 메이저 데뷔했다.
- 9월 15일 - Ameblo 개시.

2011년
- 3월 2일 - 첫 솔로 사진집「와다 아야카 16(和田彩花 16)」의 발매를 기념하고, 후케 서점 신쥬쿠 사브나드점에서 악수회를 실시했다.

2012년
- 10월 11일 - 스마이레지 라이브 투어 중「오른쪽 발목 인대 손상」에 의해 향후 약 2주간의 안정과 치유가 필요라고 진단되었다고 공식 사이트에서 발표되었다[1].

2016년
- 12월 31일 - 헬로! 프로젝트 리더에 취임하는 것이 밝혀졌다[2].

2018년
- 4월 5일 - 2019년 봄을 기해 안주루무 및 헬로! 프로젝트를 졸업하는 것을 발표[3]. 졸업 후에도 연예 활동을 계속하게 된다.

2019년
- 6월 18일 - 일본 무도관에서 행해진「하로프로 프리미엄 안주루무 콘서트 투어 2019 봄 파이널 와다 아야카 졸업 스페셜 윤회전생 ~어느 때 태어난 사랑의 제창~」을 마지막으로 안주루무 및 헬로! 프로젝트를 졸업.

2024년
- 7월 31일 - YU-M 엔터테인먼트를 퇴소[4][5]. 그 후 프리랜서로서 활동.

## 작품

### 음악

#### 착신 싱글
- 私的礼賛 (2021년 10월 30일)
- mama (2021년 11월 7일)
- パターン (2021년 11월 15일)
- sachi (2022년 5월 22일)
- ナガイヨル la longue nuit (2022년 10월 22일)
- Le Le bonheur (2022년 12월 11일)

#### 착신 앨범
- 私的礼讃 (2021년 11월 23일)

#### 착신 라이브 앨범
- 私的礼賛 LIVE Album (2022년 1월 31일)

#### 미음원화악곡
- あなたが選んだもの、あなたが選ぶもの
- 少しの寂しさとともに
- 私と私のエピソード2
- オリーブをくわえた鳩が飛ぶ日には
- 121位
- 無題
- マリッジブルー
- あれは運命的な出来事
- この気持ちの行く先に
- それでも愛を信じるのは

커버곡
- 小袋成彬「Selfish」
- 小沢健二「ウルトラマン・ゼンブ」
- 小沢健二 feat. スチャダラパー「今夜はブギーバック」

#### 참가 작품
- 「THE☆FUNKS」愛の12星座 - カクゴして feat. 和田彩花・勝田里奈 (2022년 3월 30일)

### DVD
- 아야카 (2011년 3월 2일, Hachama)
- Aya (2012년 3월 7일, Hachama)
- Vivid Flower (2013년 2월 14일) - e-LineUP! 한정 판매
- The Season (2014년 8월 1일) - e-LineUP! 한정 판매

## 출연

### 출현중인 텔레비전 방송
- 챠지 730!(2015년 4월 1일 ~ , 테레비도쿄 계열) - 날씨 예보를 맡는「차지걸!」로서 출연
- 스키리(2021년 4월 21일 ~ 니혼테레비) - 코멘터로서 부정기 출연

### 그외
- 테스트의 하나미치(2010년, NHK 마에바시 방송국) - 레귤러 출연
- 공주체인지! 동화틱 아이돌 리루프릿(2010년 4월 4일~2011년 3월 27일 , 테레비도쿄 계열) - 유키모리 링고 역할
- 노리노리♪노리스타(2011년 4월 6일 ~ 2012년 3월 28일, 테레비도쿄 계열)
- 출동! 반지 P(2010년, 나고야 TV) - 고정 출연

### 텔레비전 드라마
- 수학♥여자학원(2012년 1월 11일 ~ 3월 28일, 니혼테레비) - 텐겐지 소라 역할

### 텔레비전 애니메이션
- 마법변신! 아이돌 프린세스 리틀프릿(2010년) - 유키모리 링고 역할

### 라디오
- 와다 아야카의 비쥬얼(2019년 8월 3일 ~ , 도호쿠 방송)
- 와다 아야카의 Art SHOW(2019년 12월 26일 ~ , TBS 라디오)

### 라이브・콘서트
- 와다 아야카 라이브 투어 전 2021― 이 기분 끝에 있는 것은 뭐야?(2020년 2월 24일 ~ 3월 12일, 3개 도시 3회 공연)

### 무대・뮤지컬
- 캐릭캐릭 체인지(2009년)
- 사랑하는 헬로 키티(2009년)

## 서적

### 사진집
- 1st 솔로 사진집「和田彩花 16」(2011년 2월 25일, 와니북스) ISBN 978-4-8470-4354-3
- 2nd 솔로 사진집「彩 -aya-」(2012년 2월 15일, 와니북스) ISBN 978-4-8470-4434-2
- 졸업기념 퍼스널 포토북「和田彩花」(2019년 5월 29일, 오딧세이 출판) ISBN 978-4-908643-35-4

### 저작
- 소녀의 회화 안내 ~「귀여움」을 찾아내면 명화가 좀 더 알아~(2014년 3월 15일, PHP 신서) ISBN 978-4-5698-1799-6
- 미술로 둘러싼 일본 다시 발견 ~우키요에 · 일본화에서 불상까지~(2016년 3월 12일, 오딧세이 출판) ISBN 978-4-8470-4827-2

## 참가 유닛
- 안주루무(2009년~2019년)
- 피베리(2012년~2015년)

## 같이 보기
- 헬로! 프로젝트
- 하로프로연수생(구.하로프로에그)